# Seznam ameriških kriminalcev
Seznam ameriških kriminalcev.

## A
- Frank Abagnale
- Tommie Lee Andrews

## B
- Elecia Battle
- Lawrencia Bembenek
- Lynda Lyon Block
- Ivan Boesky
- Angelo Buono mlajši

## C
- Al Capone
- Joseph Corbett mlajši

## D
- Tino De Angelis
- Melissa Drexler

## E
- Lynndie England
- John Louis Evans

## G
- Amy Grossberg
- John Gotti

## H
- Mark Richard Hilburn

## J
- Lawrence Jasion

## L
- Dennis Levine

## M
- Gerald Mason
- Michael Milken
- Frank Morris

## P
- Brian Peterson

## T
- J. Parnell Thomas
- Pamela Rogers Turner